# Ectoderme calicoblastique

Derme aboral d'un polype.

L’Ectoderme calicoblastique, aussi appelé calicoderme, est chez les scléractiniaires un tissu organique du derme aboral en contact avec le squelette.

## Description
L’ectoderme calicoblastique est composé de deux feuillets cellulaires. Le premier feuillet est composé de cellules spécifiques appelées desmocytes, et de cellules calicoblastiques. Les desmocytes permettent l’ancrage du polype ou du cœnosarc au squelette. Les cellules calicoblastiques se chargent de créer le second feuillet.
Le second feuillet est quant à lui composé du fluide calicoblastique ou encore espace sous calicoblastique. Le MCE (milieu calcifiant extracellulaire) dans lequel il y a ce fluide est cet espace où ont lieu les réactions et il est d'une épaisseur d'environ 10 nm.

## Processus de création du squelette

Schéma présentant le processus de construction du squelette sur un corail dur. Une première extension verticale se fait, puis vient une extension latérale au fond de la corallite.

Les protéines migrent (selon les gènes) dans ce fluide pour former une couche à la surface du squelette qui s'appelle la matrice organique. La calcification se poursuit sur le squelette existant, mais orientée selon cette matrice.